# Rex Linn

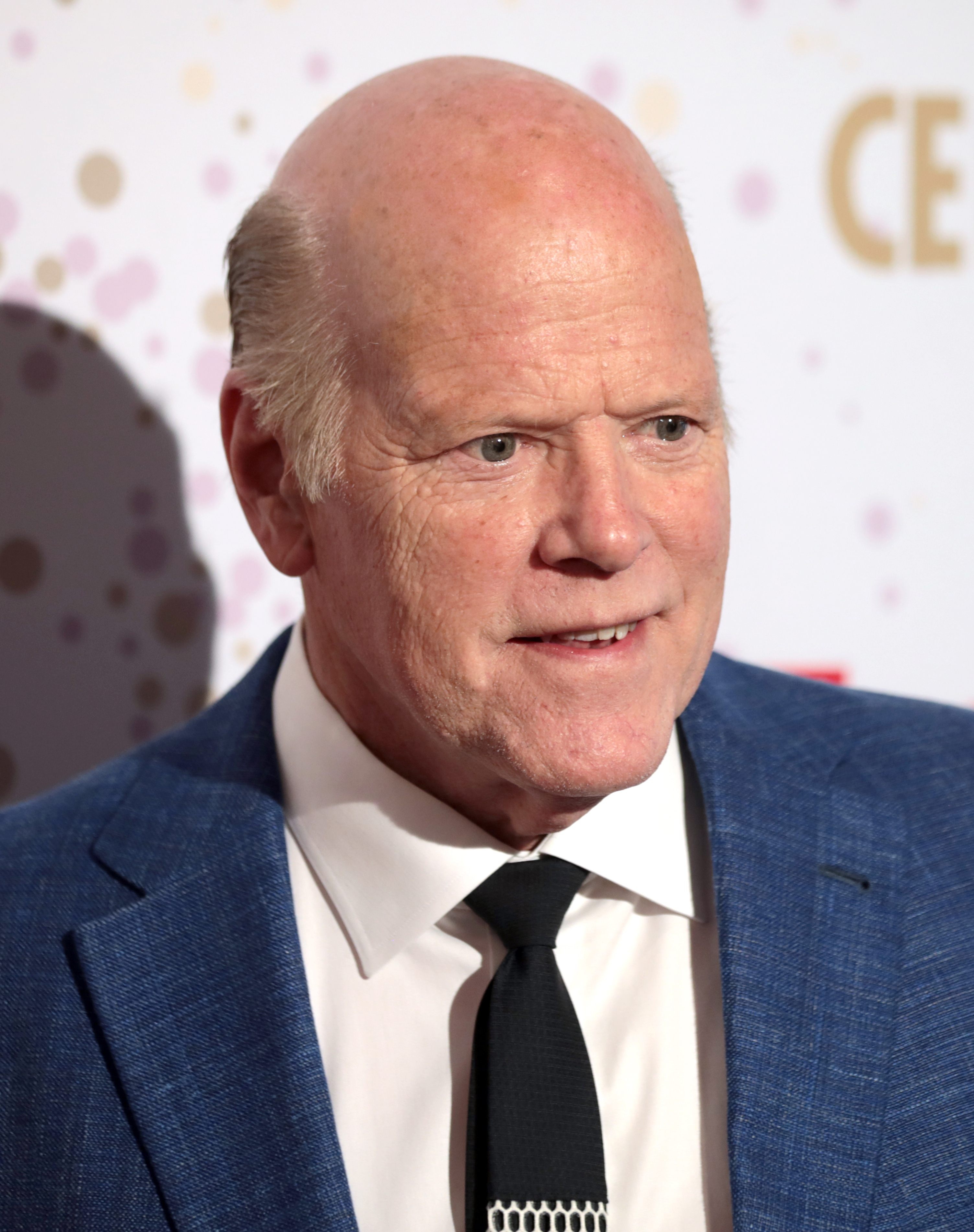
Rex Linn, 2022

Rex Maynard Linn (* 13. November 1956 in Ochiltree County, Texas) ist ein US-amerikanischer Schauspieler, der meist als Autoritätsperson wie Offizier oder Gesetzeshüter eingesetzt wird.

## Leben
Linn wuchs auf einer Ranch in einer Kleinstadt in Texas auf, 1969 zog seine Familie nach Oklahoma. Nach Abschluss der Schulausbildung mit einem Bachelor entschied er sich für eine Berufslaufbahn im Bankgewerbe. Er arbeitete sich dort bis zum Vizepräsidenten hoch, ehe die Bank 1982 in Insolvenz ging. Linn entschloss sich daraufhin zu einem radikalen Schnitt und versuchte, im Filmgeschäft Fuß zu fassen. Nachdem er zunächst nur für Werbespots gebucht worden war, erhielt er in den ausgehenden 1980er Jahren erste Film- und Fernsehrollen.
Linn hatte Nebenrollen im Pilotfilm für die danach nicht verwirklichte Fernsehserie Bonanza: The Next Generation sowie im Spielfilm Das Kansas-Komplott. Es folgten zunächst weitere kleine Rollen, bis er 1993 einen größeren Part im Actionfilm Cliffhanger – Nur die Starken überleben mit Sylvester Stallone verbuchen konnte. Von da an erhielt er weitere Rollen in Hollywoodproduktionen, so etwa in Das Kartell, Die Piratenbraut und Rush Hour. Während der 1990er Jahre spielte Linn in drei Filmen mit Kevin Costner: in Wyatt Earp – Das Leben einer Legende, Tin Cup sowie Postman.
Seit 2000 ist Linn vermehrt in Fernsehserien tätig, so spielte er in Serienspecials von Pretender und Profiler. Außerdem hatte er eine wiederkehrende Gastrolle in JAG – Im Auftrag der Ehre. Von 2003 bis 2012 spielte er in CSI: Miami die Rolle des Detectiv Sergeant Francis „Frank“ Tripp, zunächst nur als Gaststar, ab der fünften Staffel dann als auch im Vorspann genannter Hauptdarsteller.
Nach wiederkehrenden Rollen in den Fernsehserien Nashville, Better Call Saul und Lethal Weapon ist Linn seit dem Jahr 2017 in der Comedyserie Young Sheldon als Principal Petersen zu sehen.

## Filmografie (Auswahl)
- 1986: Shadows on the Wall
- 1988: Bonanza: The Next Generation (Fernsehfilm)
- 1988: Das Kansas-Komplott (Dark Before Dawn)
- 1989: Final Game – Die Killerkralle (Night Game)
- 1989: The Bounty Hunter
- 1989: Desperado 4 – Krieg der Gesetzlosen (Desperado: The Outlaw Wars, Fernsehfilm)
- 1990: Across Five Aprils
- 1991: My Heroes Have Always Been Cowboys
- 1991: Der beste Spieler weit und breit – Sein höchster Einsatz (The Gambler Returns: The Luck of the Draw, Fernsehfilm)
- 1992: Belagerung ohne Gnade (In the Line of Duty: Siege at Marion, Fernsehfilm)
- 1992: Halbblut (Thunderheart)
- 1993: Cliffhanger – Nur die Starken überleben (Cliffhanger)
- 1994: Iron Will – Der Wille zum Sieg (Iron Will)
- 1994: Confessions: Two Faces of Evil (Fernsehfilm)
- 1994: Wyatt Earp – Das Leben einer Legende (Wyatt Earp)
- 1994: Das Kartell (Clear and Present Danger)
- 1994: Jack Reed: Gnadenlose Jagd (Jack Reed: A Search for Justice, Fernsehfilm)
- 1994: Drop Zone
- 1995: Das perfekte Alibi (Perfect Alibi)
- 1995: Die Piratenbraut (Cutthroat Island)
- 1995–2000: JAG – Im Auftrag der Ehre (JAG, Fernsehserie, 6 Episoden)
- 1996: Tin Cup
- 1996: Tödliche Weihnachten (The Long Kiss Goodnight)
- 1996: Das Attentat (Ghosts of Mississippi)
- 1997: Letztes Gefecht am Saber River (Last Stand at Saber River, Fernsehfilm)
- 1997: Breakdown
- 1997: Alone (Fernsehfilm)
- 1997: Postman (The Postman)
- 1998: Immer noch ein seltsames Paar (The Odd Couple II)
- 1998: Rush Hour
- 1998: Black Cat Run – Tödliche Hetzjagd (Black Cat Run, Fernsehfilm)
- 1999: Eve und der letzte Gentleman (Blast from the Past)
- 1999: Reiter auf verbrannter Erde (The Jack Bull, Fernsehfilm)
- 1999: Verhängnisvolle Vergangenheit (A Murder on Shadow Mountain, Fernsehfilm)
- 1999: Instinkt (Instinct)
- 1999: Countdown ins Chaos (Y2K, Fernsehfilm)
- 2000–2001: Auf der Flucht – Die Jagd geht weiter (The Fugitive, Fernsehserie, 5 Episoden)
- 2001: Der Ritt nach Hause (Crossfire Trail, Fernsehfilm)
- 2001: Ghosts of Mars (John Carpenter’s Ghosts of Mars)
- 2002: The Salton Sea
- 2002: The Round and Round
- 2003–2012: CSI: Miami (Fernsehserie, 187 Episoden)
- 2003: Monte Walsh – Der letzte Cowboy (Monte Walsh, Fernsehfilm)
- 2003: Die Stunde des Jägers (The Hunted)
- 2003: Dry Cycle
- 2003: Im Dutzend billiger (Cheaper by the Dozen)
- 2004: After the Sunset
- 2005: Der Zodiac-Killer (The Zodiac)
- 2005: American Gun
- 2006: Two Tickets to Paradise
- 2006: Abominable
- 2008: Appaloosa
- 2008: Die Feuerspringer – Sie kennen keine Angst (Trial by Fire, Fernsehfilm)
- 2012: Atlas Shrugged II: The Strike
- 2012: Django Unchained
- 2013: Devil’s Knot – Im Schatten der Wahrheit (Devil’s Knot)
- 2014: Flutter
- 2014: Zombiber (Zombeavers)
- 2014: A Million Ways to Die in the West
- 2014: The Lottery (Fernsehserie, 6 Episoden)
- 2014: Hot Bath an’ a Stiff Drink
- 2015: State of Affairs (Fernsehserie, 4 Episoden)
- 2015: The Brink – Die Welt am Abgrund (The Brink, Fernsehserie, 4 Episoden)
- 2015–2016: Nashville (Fernsehserie, 3 Episoden)
- 2016–2022: Better Call Saul (Fernsehserie, 13 Episoden)
- 2017: Cupid’s Proxy
- 2017–2018: Lethal Weapon (Fernsehserie, 12 Episoden)
- 2017–2024: Young Sheldon (Fernsehserie, 26 Episoden)
- 2018: Edge of the World
- 2018: Under the Silver Lake
- 2018: The Pages
- 2018: The Kominsky Method (Fernsehserie, 1 Episode)
- 2019: The Drone
- 2019: The L Word: Generation Q (Fernsehserie, 2 Episoden)
- 2022–2023: Big Sky (Fernsehserie, 13 Episoden)